# エイジズム
エイジズム（英: ageism、agism）とは年齢に対する偏見や固定観念（ステレオタイプ）（年齢主義ともいう）と、それに基づく年齢差別を指す。国により意味合いが異なる場合があり日本では年次主義も包含する。アメリカでは高齢者に対する差別、老人蔑視・偏見を指す場合が多い。若者や中年など他の年齢層、世代に対する偏見も含まれる。日本では高齢者のみではなく、若者、女性に対する扱いも年齢、年次により軽視される傾向がある。組織においては年功序列制度がある。
後述するように、1928年にアメリカで提唱された「年齢差別（age discrimination）」は雇用における年齢問題を対象にしていたため、エイジズムとは区別される。世界で高齢化が進み高齢者がマイノリティではなくなった最近では、2020年12月に国連総会で採択された SDGs第二版"SDGs 2nd edition,the decade of Healthy Aging2021-2030” において先ずはじめにエイジズムと闘うことが言及されており、高齢者雇用推進のほか生涯における心身の健康のための活動が推奨されている。

## 定義
エイジズムとは、老年医学者ロバート・バトラー（Robert N Butler）により1969年に提唱された言葉である。人種差別主義（レイシズム）やセクシズムに倣って名付けたものである。人口構成における高齢者の割合が低かった当時「年をとっているという理由で高齢者たちを組織的に一つの型にはめ差別すること」と定義した。そして、当時エイジズムは以下の3つの要素のコンビネーションで構成された。
- 老人、老齢、老化についての偏見的な態度
- 老人に対する差別的な習慣的行為
- 老人に対するステレオタイプを存続させる制度やポリシー

例えば、高齢者は性欲がなく性的な問題とは無関係であるといった言説や、個々人の能力を鑑みず年齢を理由に役職を退くべき、運転免許を返納させるべきといった言説がエイジズムに相当する。また、老年社会学者のアードマン・B・パルモアは、医療費の無償化制度のように、高齢であることを条件に優遇することもエイジズムであると述べ、前者を否定的エイジズム、後者を肯定的エイジズムと呼んだ。
広い意味では、個々人がもつ個性や人間性を無視して、年齢に付随する固定観念（ステレオタイプ）や年齢規範（age norm）をもとに個人またはある一定の年齢集団を一面的に捉えること。また、その観念に基づく差別行為と言える。

## 特色
エイジズムの具体的な特色として、まず心身の能力に対する否定的な見方（仕事が遅い・不正確である、認知能力に問題がある等）があるが、研究によって大多数の高齢者は記憶力も判断力も正常であることが証明されている。また、考え方が古風で頑固であるといった心理的側面のステレオタイプがあるが、これらはパーソナリティの指向性の影響が大きく、すべてが老化によって生じるものとは言いがたい。
高齢者の多くを一方的に経済的な困窮者と見做し憐れむ風潮や、メディアの中でステレオタイプ的な高齢者を嘲笑的に描く言葉のエイジズムも多く見られる現象である。エイジズムは、年齢や加齢を死や障害、時には性的な意味と結びつけることによって生じる場合もある。パルモアは高齢者同士が結婚する場合に生じる家族の反応を例に、高齢者の恋愛や性に対する偏見や差別が最大のエイジズムであると述べている。
また他の差別と異なる点は、被差別の対象者が、固定的ではなく時間の経過（加齢）とともに差別する側から差別される立場になる可能性を持つという特色がある。
近年には、カリシュ（Richard A Kalish ,PhD）が主張する「New Ageism」つまり福祉・医療におけるサービス提供者による高齢者に対するネグレクトや、赤ちゃん言葉（エルダースピーク、パトロナイジングスピーチ）を発生させる思考形式や対応が注目されつつある。

## 医療現場におけるエイジズム
病院などにおいて、看護師が高齢の患者に対し「おじいちゃん、おばあちゃん」と呼びかけたり，子供相手のように話しかけたりする場面が多くみられる。場合によっては「言葉による暴力」となりうるが，実際に医療従事者にはエイジズムとは認識されていないことが多い。老人相手だからと看護師がタメ口や赤子言葉を使ってよいと決めつけることは、典型的なエイジズムと言える。このような言葉遣いは2010年代半ばの時点で既に本来介護現場などであってはならないことと否定されている。さらに、お年寄りだからといって過剰に世話をし過ぎることによって、逆に患者の自主性を損ない、治療と回復の妨げとなってしまう例などが挙げられる。
研究では、看護師は高齢者との接触経験が少ない中で、専門職養成校を卒業したらすぐに現場で障害高齢者と接するような環境において、「元気だった頃」の姿がきわめてイメージしにくいため、看護実習の時点から否定的な老人観が強化されていくという。実践現場におけるエイジズムをなくすためには、日常的に障害高齢者と多く接する専門職ほど、高齢者に対する否定的な偏見をもちやすい傾向があることを専門職自らがよく認識しておく必要がある。

### 法制度
厚生労働省は、平成28年4月1日、「障害者差別解消法に基づく対応要領・対応指針について」の中で医療関係事業者向けガイドラインを公開した。その中で、看護師などの医療関係者が（病気やケガをしている＝障害をもつ）患者に対して、
- 本人を無視して、支援者・介助者や付添者のみに話しかけること
- 大人の患者に対して、幼児の言葉で接すること
- わずらわしそうな態度や、患者を傷つけるような言葉をかけること
- 診療等に当たって患者の身体への丁寧な扱いを怠ること

を差別と認め、法律違反とした。

## 年齢差別(Age discrimination)との相違
欧米では、ageismとage discrimination は異なった意味で使われている。
年齢差別（age discrimination）という言葉は、20世紀初頭にはすでに使われており、1927年9月27日付のニューヨークタイムス紙の`YEARS PROVEHANDICAP TOWOMEN IN BUSINESS’における記事に見ることができる。そこでは主に女性に関して年齢の若い者が職についているため、連邦当局が年齢よりも働く者の個性や能力を重視すべきことが述べられている。こうした点から欧米では、一般にage discriminationが主に雇用問題から使われ始めた用語であるため、経済的な意味合いで使われる傾向がある。
それに対し1969年に提唱されたエイジズムは、当時さらに複雑化した年齢問題に対応して生まれた概念といえる。現代では ‘ism’ つまり個人的な固定観念などを基に雇用問題ばかりでなく、社会的・文化的さらに個人的な領域までのより広い意味で使われている。